# Anna Karolína Schmiedlová
Anna Karolína Schmiedlová (* 13. září 1994 Košice) je slovenská profesionální tenistka. Ve své dosavadní kariéře na okruhu WTA Tour vyhrála tři turnaje ve dvouhře, když triumfovala na Katowice Open 2015, BRD Bucharest Open 2015 a Copa Colsanitas 2018. V sérii WTA 125 vybojovala dvě singlové trofeje. V rámci okruhu ITF získala dvanáct titulů ve dvouhře. Ve finále juniorky French Open 2012 podlehla Němce Annice Beckové.
Na žebříčku WTA byla ve dvouhře nejvýše klasifikována v říjnu 2015 na 26. místě a ve čtyřhře pak v červnu téhož roku na 213. místě. Trénuje ji Ladislav Simo. Dříve tuto roli plnil Milan Martinec. Domovským klubem je Mladosť Košice.
Ve slovenském týmu Billie Jean King Cupu debutovala v roce 2012 dubnovou baráží Světové skupiny proti Španělsku. V roce 2024 byla členkou slovenského výběru, který na finálovém turnaji prohrál ve světovém finále s Itálií. Do roku 2025 v soutěži nastoupila k osmnácti mezistátním utkáním s bilancí 10–10 ve dvouhře a 3–4 ve čtyřhře.
Slovensko reprezentovala na Letních olympijských hrách 2016 v Riu de Janeiru, kde v ženské dvouhře na úvod vyřadila světovou osmičku Robertu Vinciovou. Ve druhém kole však prohrála s Jekatěrinou Makarovovou. Zúčastnila se také pařížských Her XXXIII. olympiády. Ve dvouhře se probojovala do semifinále, v němž podlehla Donně Vekićové. Poražena odešla i z následného zápasu o bronzovou medaili se světovou jedničkou Igou Świątekovou.

## Tenisová kariéra

### 2011–2012
V roce 2011 vyhrála turnaj ITF v arménském Jerevanu. Následující sezónu 2012 přidala dva dubnové tituly z turecké Antalye, když si v obou finále poradila s Němkou Annou-Lenou Friedsamovou.
V dubnové baráži Světové skupiny Fed Cupu 2012 odehrála první mezistátní zápas za slovenskou reprezentaci proti Španělsku v Marbelle, když nastoupila s Magdalénou Rybárikovou do čtyřhry proti páru Nuria Llagosteraová Vivesová a Arantxa Parraová Santonjaová. Slovenská dvojice utkání prohrála ve třech sadách. Slovenky přesto vyhrály 3:2 na zápasy.
V květnu 2012 triumfovala na události ITF v Bad Saarow a v Brescii, když ve finálovém utkání prodloužila sérii dvaceti dvou výher v řadě. V červnu 2012 se poprvé v kariéře probojovala do finále juniorky grandslamu. Na pařížském French Open 2012 v boji o singlový titul podlehla Němce Annice Beckové.

### 2013
V sezóně se poprvé kvalifikovala do hlavní soutěže Grand Slamu, když se účastnila French Open. Na úvod si překvapivě poradila s belgickou hráčkou Yaninou Wickmayerovou, aby ji ve druhé fázi zastavila Američanka Jamie Hamptonová.
O necelý měsíc později se zúčastnila wimbledonské kvalifikace. Po dvou výhrách nad Annou Smithovou a Švýcarkou Timeou Bacsinszkou skončila před branami hlavní soutěže porážkou od Evy Birnerové ve třetím kvalifikačním kole. Přesto si zahrála hlavní soutěž jako tzv. šťastná poražená. V něm však byla nad její síly favorizovaná Australanka Samantha Stosurová, jíž podlehla ve dvou setech.
Po Wimbledonu se probojovala do finále turnaje ITF s dotací 100 000 dolarů Open GDF Suez ve francouzských přímořských lázních Biarritz, v němž nestačila na lichtenštejnskou olympioničku Stephanie Vogtovou po třísetovém průběhu. Přesto ji bodový zisk z francouzské události poprvé v kariéře posunul do elitní stovky žebříčku WTA, když po turnaji figurovala na 97. příčce. Následně se objevila na rakouském turnaji v Bad Gastein, kde na úvod prohrála s Jihoafričankou Chanelle Scheepersovou. V letní sezóně vynechala několik turnajů hraných na tvrdém povrchu pro zranění. Na New Haven Open ze série US Open se kvalifikovala do hlavní soutěže, kde ji však v prvním kole zastavila americká hráčka elitní dvacítky Sloane Stephensová. Na newyorském US Open dokázala vyhrát první utkání na Grand Slamu, když přešla přes Stefanie Vögeleovou, aby ji ve druhém kole zastavila Estonka Kaia Kanepiová.

### 2014

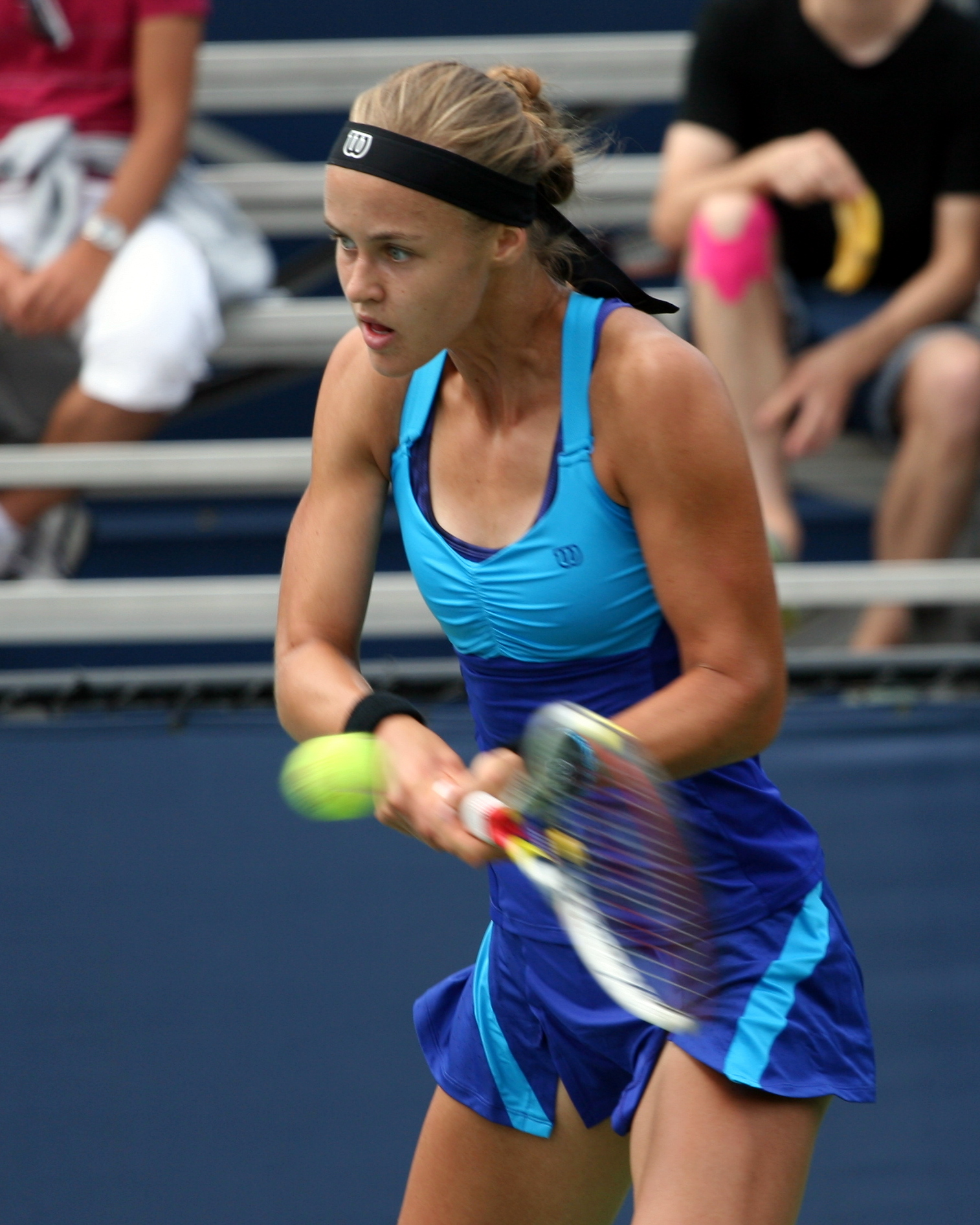
Anna Karolína Schmiedlová na US Open 2013

Na melbournském Australian Open nejprve vyhrála nad Maďarkou Tímeou Babosovou, avšak nepřešla přes druhé kolo, kde ji zastavila Španělka Garbiñe Muguruzaová. V prvním květnovém týdnu si připsala devátý singlový titul z události ITF, dotované 75 000 dolary, když triumfovala na trnavském Empire Slovak Open. Ve finále zdolala obhájkyni titulu Barboru Strýcovou ve dvou setech. Následující týden prošla opět do finálového duelu na Sparta Prague Open, turnaji v nejvyšší etáži okruhu ITF – s dotací 100 000 dolarů. V závěrečném boji však nenašla recept na Britku Heather Watsonovou.
Grandslamové maximum v dosavadní kariéře zaznamenala na antukovém French Open, kde se probojovala po třísetových dramatech výhrami nad čínskou tenistkou Čeng Ťie a 29. nasazenou Venus Williamsovou do třetího kola. V něm byla nad její síly Španělka Garbiñe Muguruzaová, která o kolo dříve vyřadila světovou jedničku Serenu Williamsovou.
Travnatý Wimbledon 2014 pro Schmiedlovou znamenal porážku v úvodním kole s dvacátou pátou nasazenou Francouzkou Alizé Cornetovou, přestože získala úvodní set zápasu. Na grandslamovém US Open skončila také v první fázi turnaje po porážce od běloruské hráčky Aljaksandry Sasnovičové.

### 2015
Do Australian Open vstoupila vítězstvím nad Jihoafričankou Chanelle Scheepersovou, aby následně podlehla kazašské tenistce Zarině Dijasové ve třech setech. Premiérové finále na okruhu WTA Tour si zahrála na antuce únorového Rio Open v Riu de Janeiru, v němž nestačila na favorizovanou Italku Saru Erraniovou po dvousetovém průběhu.

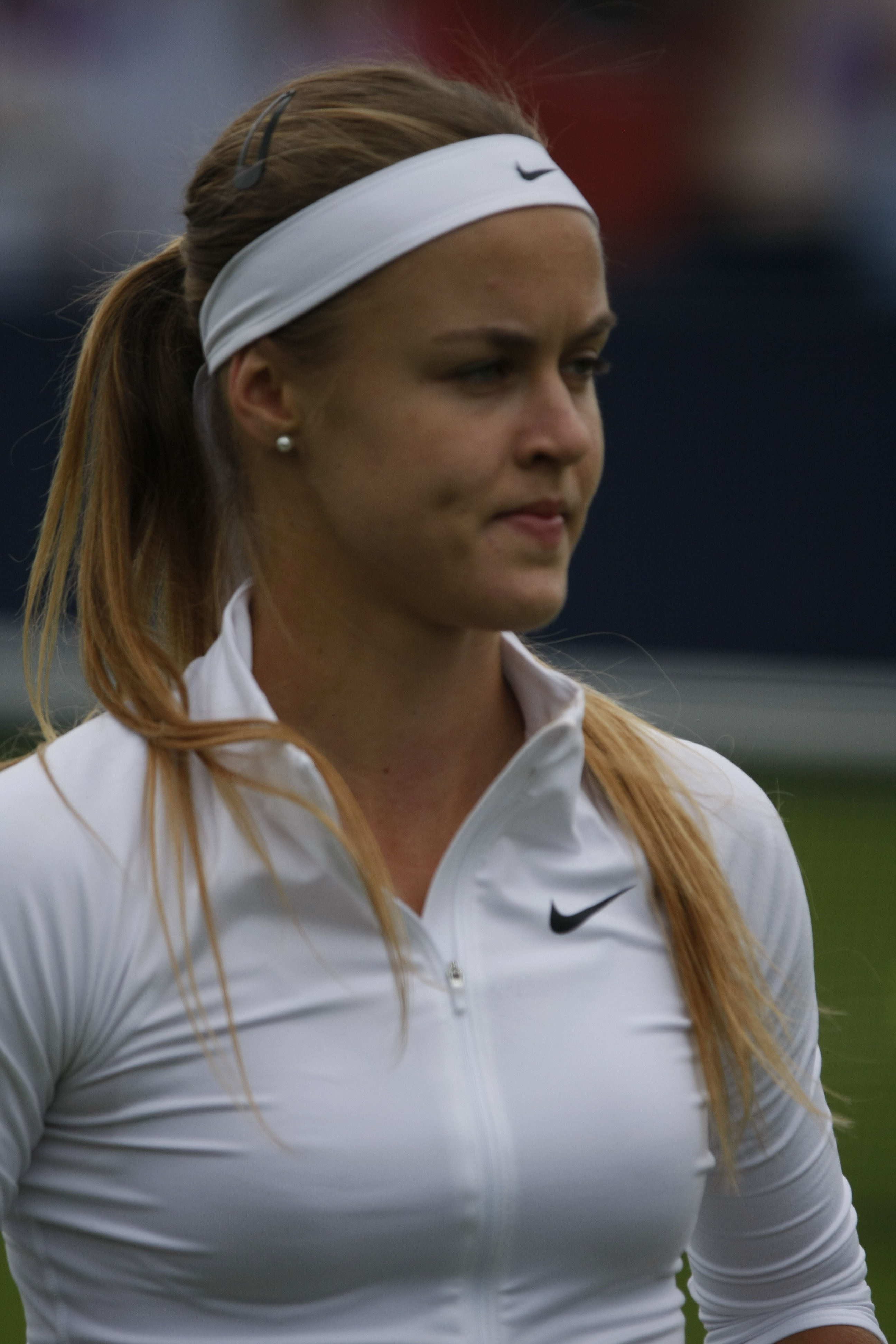
Během AEGON International 2015

Debutovou trofej na turnaji WTA si vybojovala v dubnu na tvrdém povrchu v turnaji BNP Paribas Katowice Open, konaném v katovické hale Spodek, kde startovala jako osmá nasazená. Na úvod svedla dva třísetové zápasy a po výhře nad Kateřinou Siniakovou narazila ve čtvrtfinále na turnajovou dvojku Alizé Cornetovou. Francouzka proti ní dokázala uhrát jen dva gamy. Mezi poslední čtveřicí tenistek zdolala Belgičanku Alison Van Uytvanckovou. Ve finále si ve dvou sadách poradila s třetí nasazenou italskou tenistkou Camilou Giorgiovou. O dva týdny později, v pondělním vydání žebříčku WTA ze 4. května 2015, dosáhla na svoje dosavadní kariérní maximum, když jí patřilo 43. místo.
Druhou singlovou trofej přidala na červencovém BRD Bucharest Open, konaném na antukových dvorcích v Bukurešti. Z pozice sedmé nasazené prošla do finále přes Slovinku Polonu Hercogovou. V boji o titul zdolala světovou devatenáctku, italskou antukářku Saru Erraniovou, po dvousetovém průběhu. Na US Open byla poprvé v kariéře nasazenou hráčkou na grandslamu, a sice jako poslední třicátá druhá. Premiérově v New Yorku prošla do třetího kola přes Němku Julii Görgesovou a černohorskou tenistku Danku Kovinićovou. Ve třetí fázi uhrála pouze tři gamy na světovou čtyřku Petru Kvitovou.
Na zářijovém Wuhan Open porazila poprvé hráčku elitní světové desítky, Dánku Carolinu Wozniackou, když ve druhém kole otočila průběh po prohraném úvodním setu a ztrátě podání ve druhém. Ve čtvrtfinále dohrála na raketě Garbiñe Muguruzaové poté, co jí odebrala pouze čtyři gamy. Po návratu do Evropy se odhlásila z Generali Ladies Linz pro virózu a startovala až na moskevském Kremlin Cupu. V roli osmé nasazené skončila ve druhém kole s Ukrajinkou Lesjou Curenkovou.
Na premiérovém ročníku závěrečného a zvaného turnaje sezóny WTA Elite Trophy v Ču-chaji nahradila v jeho průběhu Carolinu Wozniackou. V základní skupině pak deklasovala Italku Robertu Vinciovou, která na ni uhrála jediný game. Na bratislavské exhibici Tennis Champions porazila 1. prosince Kvitovou v jednosetovém duelu 7–5. Sezónu zakončila poprvé v elitní třicítce žebříčku WTA, když jí od 12. října 2015 patřilo 26. místo. Ke konci září 2020 bylo toto umístění stále jejím kariérním maximem.

### 2018
Na lednovém Australian Open prošla tříkolovou kvalifikací a v úvodním kole singlové soutěže ji vyřadila Ruska Darja Kasatkinová.
Třetí kariérní titul z dvouhry okruhu WTA Tour vybojovala na antukovém Copa Colsanitas 2018, probíhajícím v Bogotě. Po semifinálové výhře nad Rumunkou Anou Bogdanovou přehrála ve finále španělskou turnajovou pětku Laru Arruabarrenovou po dvousetovém průběhu. Před kolumbijským turnajem přitom rok a půl nevyhrála žádný zápas na túře WTA, když utržila 16 porážek v řadě, a ještě o rok déle čekala na postup do čtvrtfinále. Bodový zisk z turnaje v Bogotá ji na žebříčku WTA posunul ze 132. na 84. příčku.

## Zápasy o olympijské medaile

### Ženská dvouhra: 1 (0–1)
| Stav     | rok  | turnaj         | povrch | soupeřka       | výsledek |
| -------- | ---- | -------------- | ------ | -------------- | -------- |
| 4. místo | 2024 | Paříž, Francie | antuka | Iga Świąteková | 2–6, 1–6 |

## Finále na okruhu WTA

### Dvouhra: 5 (3–2)
| Legenda                           |
| --------------------------------- |
| Grand Slam (0)                    |
| Turnaj mistryň (0)                |
| Premier Mandatory & Premier 5 (0) |
| Premier (0)                       |
| International (3–2)               |

| Stav       | č. | datum             | turnaj                   | kategorie     | povrch    | soupeřka ve finále  | výsledek      |
| ---------- | -- | ----------------- | ------------------------ | ------------- | --------- | ------------------- | ------------- |
| Finalistka | 1. | 22. února 2015    | Rio de Janeiro, Brazílie | International | antuka    | Sara Erraniová      | 6–7(2–7), 1–6 |
| Vítězka    | 1. | 12. dubna 2015    | Katovice, Polsko         | International | tvrdý (h) | Camila Giorgiová    | 6–4, 6–3      |
| Vítězka    | 2. | 13. července 2015 | Bukurešť, Rumunsko       | International | antuka    | Sara Erraniová      | 7–6(7–3), 6–3 |
| Vítězka    | 3. | 15. dubna 2018    | Bogotá, Kolumbie         | International | antuka    | Lara Arruabarrenová | 6–2, 6–4      |
| Finalistka | 2. | 12. ledna 2019    | Hobart, Austrálie        | International | tvrdý     | Sofia Keninová      | 3–6, 0–6      |

## Finále série WTA 125
| Legenda                  |
| ------------------------ |
| D – dvouhra; Č – čtyřhra |
| WTA 125 (2–1 D)          |

### Dvouhra: 3 (2–1)
| Stav       | č. | datum         | turnaj           | povrch | soupeřka ve finále | výsledek      |
| ---------- | -- | ------------- | ---------------- | ------ | ------------------ | ------------- |
| Vítězka    | 1. | červenec 2021 | Bělehrad, Srbsko | antuka | Arantxa Rusová     | 6–3, 6–3      |
| Finalistka | 1. | září 2023     | Parma, Itálie    | antuka | Ana Bogdanová      | 5–7, 1–6      |
| Vítězka    | 2. | květen 2024   | Parma, Itálie    | antuka | Majar Šarífová     | 7–5, 2–6, 6–4 |

## Finále na okruhu ITF
| Dotace turnajů okruhu ITF | Dotace turnajů okruhu ITF |
| ------------------------- | ------------------------- |
| Turnaje 100 000 $         | Turnaje 80 000 $          |
| Turnaje 75 000 $          | Turnaje 60 000 $          |
| Turnaje 50 000 $          | Turnaje 25 000 $          |
| Turnaje 15 000 $          | Turnaje 10 000 $          |

### Dvouhra: 18 (12–6)
| Stav       | č.  | datum              | turnaj                     | kategorie | povrch      | soupeřka ve finále            | výsledek           |
| ---------- | --- | ------------------ | -------------------------- | --------- | ----------- | ----------------------------- | ------------------ |
| Vítězka    | 1.  | 10. října 2011     | Jerevan, Arménie           | 10 000    | antuka      | Tatia Mikadzeová              | 6–4, 6–3           |
| Vítězka    | 2.  | 26. března 2012    | Antalya, Turecko           | 10 000    | antuka      | Anna-Lena Friedsamová         | 7–6(7–5), 6–4      |
| Vítězka    | 3.  | 2. dubna 2012      | Antalya, Turecko           | 10 000    | tvrdý       | Anna-Lena Friedsamová         | 7–5, 6–2           |
| Vítězka    | 4.  | 7. května 2012     | Bad Saarow, Německo        | 10 000    | antuka      | Kateřina Vaňková              | 6–1, 6–3           |
| Vítězka    | 5.  | 26. května 2012    | Brescia, Itálie            | 25 000    | antuka      | Beatriz Garcíaová Vidaganyová | 6–3, 6–2           |
| Finalistka | 1.  | 16. července 2012  | Darmstadt, Německo         | 25 000    | antuka      | Laura Siegemundová            | 6–7(7–9), 3–6      |
| Vítězka    | 6.  | 29. října 2012     | Netanja, Izrael            | 25 000    | tvrdý       | Stephanie Vogtová             | 0–6, 6–3, 6–4      |
| Finalistka | 2.  | 12. listopadu 2012 | Helsinky, Finsko           | 25 000    | koberec (h) | Amra Sadikovićová             | 4–6, 0–6           |
| Vítězka    | 7.  | 29. dubna 2013     | Civitavecchia, Itálie      | 25 000    | antuka      | Magda Linetteová              | 6–0, 6–1           |
| Finalistka | 3.  | 8. července 2013   | Biarritz, Francie          | 100 000   | antuka      | Stephanie Vogtová             | 6–1, 3–6, 2–6      |
| Vítězka    | 8.  | 24. března 2014    | Osprey, Spojené státy      | 50 000    | antuka      | Marina Erakovicová            | 6–2, 6–3           |
| Vítězka    | 9.  | 5. května 2014     | Trnava, Slovensko          | 80 000    | antuka      | Barbora Záhlavová-Strýcová    | 6–4, 6–2           |
| Finalistka | 4.  | 12. května 2014    | Praha, Česko               | 100 000   | antuka      | Heather Watsonová             | 6–7(5–7), 0–6      |
| Vítězka    | 10. | 4. června 2017     | Grado, Itálie              | 25 000    | antuka      | Martina Trevisanová           | 2–6, 6–2, 6–4      |
| Vítězka    | 11. | 11. června 2017    | Staré Splavy, Česko        | 25 000    | antuka      | Věra Lapková                  | 6–4, 7–5           |
| Finalistka | 5.  | 13. srpna 2017     | Landisville, Spojené státy | 25 000    | tvrdý       | Věra Lapková                  | 6–4, 4–6, 6–7(4–7) |
| Vítězka    | 12. | 29. října 2017     | Macon, Spojené státy       | 80 000    | tvrdý       | Victoria Duvalová             | 6–4, 6–1           |
| Finalistka | 6.  | říjen 2022         | Trnava, Slovensko          | 60 000    | tvrdý (h)   | Eva Lysová                    | 2–6, 6–4, 2–6      |

### Čtyřhra: 4 (0–4)
| Stav       | č. | datum           | turnaj            | kategorie | povrch | spoluhráčka              | soupeřky ve finále                        | výsledek         |
| ---------- | -- | --------------- | ----------------- | --------- | ------ | ------------------------ | ----------------------------------------- | ---------------- |
| Finalistka | 1. | 20. června 2011 | Smyrna, Turecko   | 10 000    | antuka | Aleksandrina Najdenovová | Tatiana Kotelnikovová Jevgenija Paškovová | 4–6, 0–6         |
| Finalistka | 2. | 26. března 2012 | Antalya, Turecko  | 10 000    | antuka | Chantal Škamlová         | Anamika Bhargavová Sylvia Krywaczová      | 6–4, 4–6, [3–10] |
| Finalistka | 3. | 29. října 2012  | Netanja, Izrael   | 25 000    | tvrdý  | Zuzana Luknárová         | Ljudmyla Kičenoková Nadija Kičenoková     | 1–6, 4–6         |
| Finalistka | 4. | 6. května 2013  | Trnava, Slovensko | 80 000    | antuka | Jana Čepelová            | Mervana Jugić-Salkićová Renata Voráčová   | 1–6, 1–6         |

## Finále soutěží družstev: 1 (0–1)
| Výsledek   | č. | datum a místo konání                                                                              | spoluhráčky                                                              | soupeřky                                                                                          | skóre |
| ---------- | -- | ------------------------------------------------------------------------------------------------- | ------------------------------------------------------------------------ | ------------------------------------------------------------------------------------------------- | ----- |
| Finalistka | 1. | Billie Jean King Cup 2024 20. listopadu 2024 Malaga, Španělsko tvrdý (hala), Martin Carpena Arena | Rebecca Šramková Viktória Hrunčáková Renáta Jamrichová Tereza Mihalíková | Itálie                                                                                            | 0–2   |
| Finalistka | 1. | Billie Jean King Cup 2024 20. listopadu 2024 Malaga, Španělsko tvrdý (hala), Martin Carpena Arena | Rebecca Šramková Viktória Hrunčáková Renáta Jamrichová Tereza Mihalíková | Jasmine Paoliniová Elisabetta Cocciarettová Lucia Bronzettiová Sara Erraniová Martina Trevisanová | 0–2   |

## Finále na juniorském Grand Slamu

### Dvouhra juniorek: 1 (0–1)
| Stav       | rok  | turnaj      | povrch | soupeřka ve finále | výsledek      |
| ---------- | ---- | ----------- | ------ | ------------------ | ------------- |
| Finalistka | 2012 | French Open | antuka | Annika Becková     | 6–3, 5–7, 3–6 |